# Live Insurrection
Albums de Halford
Resurrection
(2000) Crucible
(2002)
Live Insurrection est un double album live du groupe de heavy metal américain Halford.
L'ensemble des titres du live proviennent du précédent album du groupe Halford, Resurrection et de titres composés à l'époque où Rob Halford était chanteur dans le groupe Judas Priest
L'album est sorti le 17 avril 2001 sous le label Metal-is Records.

## Composition
- Rob Halford: Chant
- Bruce Dickinson: Chant sur le titre The One You Love To Hate
- Pat Lachman: Guitare
- Mike Chlasciak: Guitare
- Ray Riendeau: Basse
- Bobby Jarzombek: Batterie

## Liste des morceaux
| 1.  | Resurrection                                    | Rob Halford, Patrick Lachman, Roy Z, John Baxter | 4 min 02 s |
| 2.  | Made in Hell                                    | Halford, Z, Baxter                               | 4 min 13 s |
| 3.  | Into the Pit                                    | Halford                                          | 4 min 15 s |
| 4.  | Nailed to the Gun                               | Halford                                          | 3 min 35 s |
| 5.  | Light Comes Out of Black                        | Halford                                          | 5 min 00 s |
| 6.  | Stained Class                                   | Halford, Glenn Tipton                            | 5 min 32 s |
| 7.  | Jawbreaker                                      | Halford, K. K. Downing, Tipton                   | 3 min 25 s |
| 8.  | Running Wild                                    | Tipton                                           | 3 min 02 s |
| 9.  | Slow Down                                       | Halford, Z, Bob Marlette                         | 4 min 40 s |
| 10. | The One You Love to Hate (avec Bruce Dickinson) | Halford, Z, Dickinson                            | 3 min 11 s |
| 11. | Life in Black                                   | Halford                                          | 4 min 26 s |
| 12. | Hell's Last Survivor                            | Halford, Mike Chlasciak                          | 3 min 24 s |
| 13. | Sad Wings                                       | Halford, Patrick Lachman, Chlasciak              | 3 min 33 s |
| 14. | Savior                                          | Halford, Lachman, Z                              | 2 min 57 s |
| 15. | Silent Screams                                  | Halford, Marlette                                | 7 min 32 s |

| 1.  | Intro (supprimée dans le remaster 2009)                                             |                                        | 14 s       |
| 2.  | Cyber World                                                                         | Halford, Z, Chlasciak                  | 3 min 04 s |
| 3.  | The Hellion                                                                         | Halford, Downing, Tipton               | 48 s       |
| 4.  | Electric Eye                                                                        | Halford, Downing, Tipton               | 3 min 29 s |
| 5.  | Riding on the Wind                                                                  | Halford, Downing, Tipton               | 3 min 10 s |
| 6.  | Genocide (1er rappel)                                                               | Halford, Downing, Tipton               | 7 min 36 s |
| 7.  | Beyond the Realms of Death                                                          | Halford, Les Binks                     | 6 min 51 s |
| 8.  | Metal Gods (2e rappel)                                                              | Halford, Downing, Tipton               | 4 min 34 s |
| 9.  | Breaking the Law                                                                    | Halford, Downing, Tipton               | 3 min 50 s |
| 10. | Blackout (avec Rudolf Schenker, bonus track japonais, ajouté dans le remaster 2009) | Herman Rarebell, Klaus Meine, Schenker | 4 min 19 s |
| 11. | Tyrant                                                                              | Halford, Tipton                        | 4 min 41 s |
| 12. | Screaming in the Dark (enregistrement studio inédit de Halford)                     | Halford, Lachman                       | 3 min 41 s |
| 13. | Heart of a Lion (enregistrement studio inédit de Judas Priest)                      | Halford, Downing, Tipton               | 3 min 51 s |
| 14. | Prisoner of Your Eyes (enregistrement studio inédit de Judas Priest)                | Halford, Downing, Tipton, Lachman      | 4 min 33 s |